# Puchar Świata Siłaczy 2006: Podolsk
Puchar Świata Siłaczy 2006: Podolsk – ósme, ostatnie w 2006 r. zawody
siłaczy z cyklu Puchar Świata Siłaczy.
Data: 16 grudnia 2006 r.

Miejsce: Podolsk  Rosja
Konkurencje:
WYNIKI ZAWODÓW:
| Miejsce | Zawodnik             | Kraj                         | Punkty           |
| ------- | -------------------- | ---------------------------- | ---------------- |
| 1.      | Mariusz Pudzianowski | Polska                       | 67               |
| 2.      | Elbrus Nigmatullin   | Rosja                        | 61,5             |
| 3.      | Stojan Todorczew     | Bułgaria                     | 58,5             |
| 4.      | Tarmo Mitt           | Estonia                      | 54               |
| 5.      | Raivis Vidzis        | Łotwa                        | 51,5             |
| 6.      | Dave Ostlund         | Stany Zjednoczone            | 45,5             |
| 7.      | Terry Hollands       | Anglia                       | 31,5             |
| 8.      | Aleksandr Kluszew    | Rosja                        | 29,5             |
| 9.      | Siarhiej Riumin      | Białoruś                     | 18               |
| 10.     | Majid Dejbarar       | Iran                         | 17               |
| 10.     | Florian Trimpl       | Niemcy                       | 17               |
| 12.     | Ali Esmaili          | Zjednoczone Emiraty Arabskie | 0 (kontuzjowany) |